# Valor (serie de televisión)
Valor es una serie de televisión de drama, creada por Kyle Jarrow. El show es producido por CBS Television Studios y Warner Bros. Television, con Anna Fricke y Kyle Jarrow como los showrunners. La serie se estrenó en The CW el 9 de octubre de 2017. La serie fue cancelada el 8 de mayo de 2018.

## Elenco y personajes
- Matt Barr como el capitán Leland Gallo.[3]
- Christina Ochoa como la oficial Nora Madani.[4]
- Charlie Barnett como el primer teniente Ian Porter.[5]
- W. Trè Davis como Jimmy Kam.[6]
- Corbin Reid como Jess Kam.[7]
- Nigel Thatch como Robert Haskins.[7]
- Melissa Roxburgh como Thea.[8]

## Episodios
| N.º | Título               | Dirigido por     | Escrito por                     | Fecha de emisión original | Audiencia (millones) |
| --- | -------------------- | ---------------- | ------------------------------- | ------------------------- | -------------------- |
| 1   | «Pilot»              | Michael M. Robin | Kyle Jarrow                     | 9 de octubre de 2017      | 1,20                 |
| 2   | «Esprit de Corps»    | Randy Zisk       | Kyle Jarrow                     | 16 de octubre de 2017     | 0,99                 |
| 3   | «Soldier Ready»      | Mikael Salomon   | Anna Fricke                     | 23 de octubre de 2017     | 0,88                 |
| 4   | «Zero Visibility»    | Steve Robin      | Josh Reims                      | 30 de octubre de 2017     | 0,95                 |
| 5   | «Full Battle Rattle» | Alex Pillai      | Bret VandenBos y Brandon Willer | 6 de noviembre de 2017    | 1,12                 |
| 6   | «I Got Your Six»     | Ruba Nadda       | Celine Geiger                   | 13 de noviembre de 2017   | 0,94                 |
| 7   | «Blurred Lines»      | Mark Haber       | April Fitzsimmons               | 20 de noviembre de 2017   | 1,00                 |
| 8   | «About-Face»         | Gregory Prange   | Casey Fisher                    | 4 de diciembre de 2017    | 0,93                 |
| 9   | «Stay Frosty»        | Geary McLeod     | Kyle Jarrow                     | 11 de diciembre de 2017   | 0,76                 |
| 10  | «Ciphers»            | David McWhirter  | Anna Fricke                     | 1 de enero de 2018        | 0,67                 |
| 11  | «Command & Control»  | Lee Rose         | Shamar S. White                 | 15 de enero de 2018       | 0,98                 |
| 12  | «Oscar Mike»         | Tara Weyr        | Caitlin Saunders                | 22 de enero de 2018       | —                    |
| 13  | «Costs of War»       | Gregory Prange   | Josh Reims                      | 29 de enero de 2018       | —                    |

## Producción

### Desarrollo
The CW ordenó oficialmente Valor como serie el 10 de mayo de 2017.

### Casting
El 17 de febrero de 2017, Matt Barr fue elegido como el capitán Leland Gallo, un oficial al mando y se describe como "un viejo inconformista", seguido un mes más tarde por la elección de Christina Ochoa como la oficial Nora Madani, una copiloto, "una intensa y dirigida piloto junior del ejército que es una miembro de la unidad de operaciones especiales Night Raiders".

### Rodaje
La filmación de la serie tiene lugar en Atlanta.